# Jane Bowles
Jane Bowles (Nova Iorque, 22 de fevereiro de 1917 - Málaga, 4 de maio de 1973) foi uma escritora e dramaturga norte-americana.
Jane Bowles viajou e viveu um pouco por todo o mundo, sendo considerada por grandes escritores e críticos, entre os quais Tennessee Williams e Truman Capote, como um dos maiores vultos da moderna literatura norte-americana. A sua vida foi atormentada e marcada pela doença e a sua obra, escrita até aos trinta anos de idade, compõe-se apenas de uma novela, Two Serious Ladies, da peça teatral In the Summer House e de sete contos que foram publicados sob o título Plain Pleasures.

## Obra
- Duas senhoras bem comportadas, Presença, Lisboa, 1987. 174 p.